# どんこ汁
どんこ汁（どんこじる）は、福島県相馬市、宮城県や岩手県の三陸海岸沿岸地域の郷土料理。「どんこ」と呼ばれる魚と野菜を煮込んだ汁物である。

## 概要
「どんこ」はエゾイソアイナメやチゴダラ（どちらもタラ目チゴダラ科）の呼び名である。
根菜、野菜を煮込み、下処理したどんこを加えてさらに煮込み、味噌を溶いて味つけする。大きいものは切り身で、小さいどんこは内臓を取って丸ごと入れるが、秋から冬にかけて脂の乗った胆（肝臓）は欠かせないものとされる。
どんこは火の通りが早く、加熱し過ぎるとぼろぼろになる。どんこが煮えやすいことの例えとして宮城県では「馬の鼻息でも火が通る」と言う。